# 聖馬特奧 (新墨西哥州)
聖馬特奧（英語：San Mateo）是位於美國新墨西哥州錫沃拉縣的普查規定居民點。

## 人口
根據2020年美國人口普查的數據，聖馬特奧的面積為7.19平方千米，皆為陸地。當地共有人口139人，而人口密度為每平方千米19.33人。